# Шкода скала
Шкода скала (чеш. Škoda Scala) је аутомобил који производи чешка фабрика аутомобила Шкода од 2019. године.

## Историјат
Шкода скала је породични аутомобил заснован на концепту Vision RS чешког произвођача аутомобила Шкода Ауто. Позициониран је између фабије и октавије, и предвиђен је да буде конкуренција аутомобилима у хечбек сегменту, као што су Фолксваген голф, Пежо 308, Форд фокус и Опел астра. Развој скале је трајао четири године. Званична премијера одржана је 6. децембра 2018. у Тел Авиву, у Израелу. Представљена јe јавности јануара 2019. године, а продаја је започела у априлу исте године.

### Опрема
Аутомобил је изграђен на Фолксвагеновој MQB A0 платформи, мало је дужи и шири од свог претходника рапид у хечбек верзији. Технологија која се користи у аутомобилу обухвата карактеристике које су до сада виђене само у возилима вишег сегмента.
То је први Шкодин аутомобил који је повезан са сталном интернет везом. Опремљен је 10,2-инчном дигиталном инструмент таблом са могућношћу мењања њиховог дизајна и 9,2-инчним средишњим екраном, затим точковима од 15 до 18 инча, монитором са слепим тачкама који распознаје аутомобиле до 70 метара, помоћ у возној траци, предњи паркирни систем, могућност аутоматског паркирања, помоћ у заштити путника, прилагодљиви темпомат који аутоматски одржава одстојање од возила испред, бесконтактно откључавање и стартовање мотора, лед светла напред и позади, и пртљажни простор од 467 литара.
На европским тестовима судара 2019. године, скала је добила максималних пет звездица за безбедност.

## Назив
Претпостављало се да ће се нови аутомобил звати по ранијим Шкодиним возилима попут фелиција, гарде, спејсбек или популар. Међутим, 15. октобра 2018. године је објављено да ће се аутомобил звати скала. Скала на латинском значи "степенице" или "мердевине", што према произвођачу аутомобила представља велики корак напред у сегменту компактних аутомобила.
То се име већ неколико пута појављивало у прошлости, тако је Рено имао скалу у сегменту малих аутомобила, који се производио између 2012. и 2017. године. Такође, српска фабрика аутомобила Застава је имала скалу, популарног стојадина, који се производио између 1971. и 2008. године. На неким тржиштима попут Аустралије возило се пласира као рапид.

## Мотори
Скала је доступна са три турбобензинска мотора, од 1.0 до 1.5 литара и једним турбодизелашем од 1.6 литара, као и једна верзија на гас (CNG).
| Ознака    | Цилиндри/ вентили | Снага           | Максимални обртни момент | Мењачи              | Потрошња       | Максимална брзина | Убрзање (0–100 km/h) |
| Бензин    | Бензин            | Бензин          | Бензин                   | Бензин              | Бензин         | Бензин            | Бензин               |
| --------- | ----------------- | --------------- | ------------------------ | ------------------- | -------------- | ----------------- | -------------------- |
| 1.0 TSI   | 3/4               | 70 kW / 95 КС   | 175 Nm                   | 5 мануелни          | 5,0 l / 100 km | 188 km/h          | 10,9 сек.            |
| 1.0 TSI   | 3/4               | 85 kW / 115 КС  | 200 Nm                   | 6 мануел. / 7 аутмт | 5,0 l / 100 km | 201 km/h          | 9,8 сек.             |
| 1.5 TSI   | 4/4               | 110 kW / 148 КС | 250 Nm                   | 6 мануел. / 7 аутмт | 5,0 l / 100 km | 219 km/h          | 8,2 сек.             |
| Дизел     |                   |                 |                          |                     |                |                   |                      |
| 1.6 TDI   | 4/4               | 85 kW / 114 КС  | 250 Nm                   | 6 мануел. / 7 аутмт | 4,1 l / 100 km | 201 km/h          | 10,1 сек.            |
| Гас       |                   |                 |                          |                     |                |                   |                      |
| 1.0 G Tec | 3/4               | 66 kW / 89 КС   | 145 Nm                   | 6 мануелни          |                |                   |                      |